# 扇子
扇子（せんす）とは、扇（）いで風を起こす道具の一つ。また、儀礼や芸能で用いられる。古くは扇（おうぎ）と呼ぶのが普通だった。折りたたむことができる。日本で発明されたとの説もあり、起源は平安時代の初期とされているが、 現存する最古の扇は、元慶元年(877年)と記された京都・東寺にある千手観音像の腕の中から発見された桧扇とされている。
「おうぎ」（歴史的仮名遣いでは「あふぎ」）という言葉は、「あふぐ（扇ぐ）」（現代仮名遣いでは「あおぐ」）の派生形（「あふぐ」の連用形「あふぎ」の名詞化）であるが、日本語の変化によって関連が分かりにくくなった。

## 形態
数本から数十本の細長い竹や木でできた骨を束ねて端の一点（要=かなめ）で固定し、使わないときは折りたたみ、使用時に展開する。骨にはたいてい紙が貼られており、展開すると紙を貼られた部分が雁木形の扇面となる。折り畳むことで小さく納めることができる。開閉の方法は、骨を右手親指でずらすように押すことで開く。一般的には右利き用であるが、左利き用も販売されている。また、扇子そのものを振ることで開く方法もある。折りたたんだ際の形状が持ち運びに優れていることから、夏場の外出時での涼みに使えるとして愛用する人も多い。
扇子を開く角度はだいたい90度から180度の間であり、円を三等分した中心角120度前後のものが主流である。扇子を開いた形は「扇形」（おうぎがた/せんけい）と称し、幾何学の用語にもなっている。このような扇子の形状は「末広がり」に通ずるので縁起の良いものとされ、めでたい席での引出物としても用いられる。

## 構成
骨
骨の材質は、一般的には竹製または木製の物が多く、先端部ほど薄く細くなるテーパ構造になっている。大抵の扇子の骨は細長く、折り畳んだ和紙を張って開くと段になるように展開する。骨組みのうち一番外側の部分（親骨）は特に太く、内側の骨(仲骨)とは逆に先端部ほど太くなっている。親骨に装飾として漆塗りや蒔絵などの細工が施されているものもある。また象牙、鼈甲なども骨の素材とすることがあるが、これはもっぱら洋扇で使われる。白檀などの香木を平たく削ったものを重ねて作られる扇子があるが、この形式の扇子はすたれ気味であり、紙を貼ったものが主流である。日本における竹製扇骨の多くは滋賀県高島市安曇川流域で生産されている。
扇面
あおぐ時に風を送る部位。骨が完全に開ききらないように固定する働きもある。本来は「糊地」（のりじ）という加工した和紙を貼るが、合成繊維や布を貼ったものもある。この扇面に絵を描く必要から、湾曲した形状（いわゆる扇形）の紙に描く、扇絵と呼ばれる日本画の形式が発展した。この扇絵を得意としたのが、俵屋宗達であるといわれている。
要　かなめ
扇を開く際に根本で止めるもの。扇子の要は、金属やプラスチック、角、鼈甲、鯨ひげなどで骨を束ねている。この部位が壊れると扇子としての用をなさなくなるため、最も重要な部分である。ここから、「肝心要」の語源となった。なお野球で球場を扇に喩えて要に位置し、守備陣の要所となることから捕手を指して「扇の要」と呼ぶことがある。
責　せめ
扇を止める帯状の輪。

## 歴史

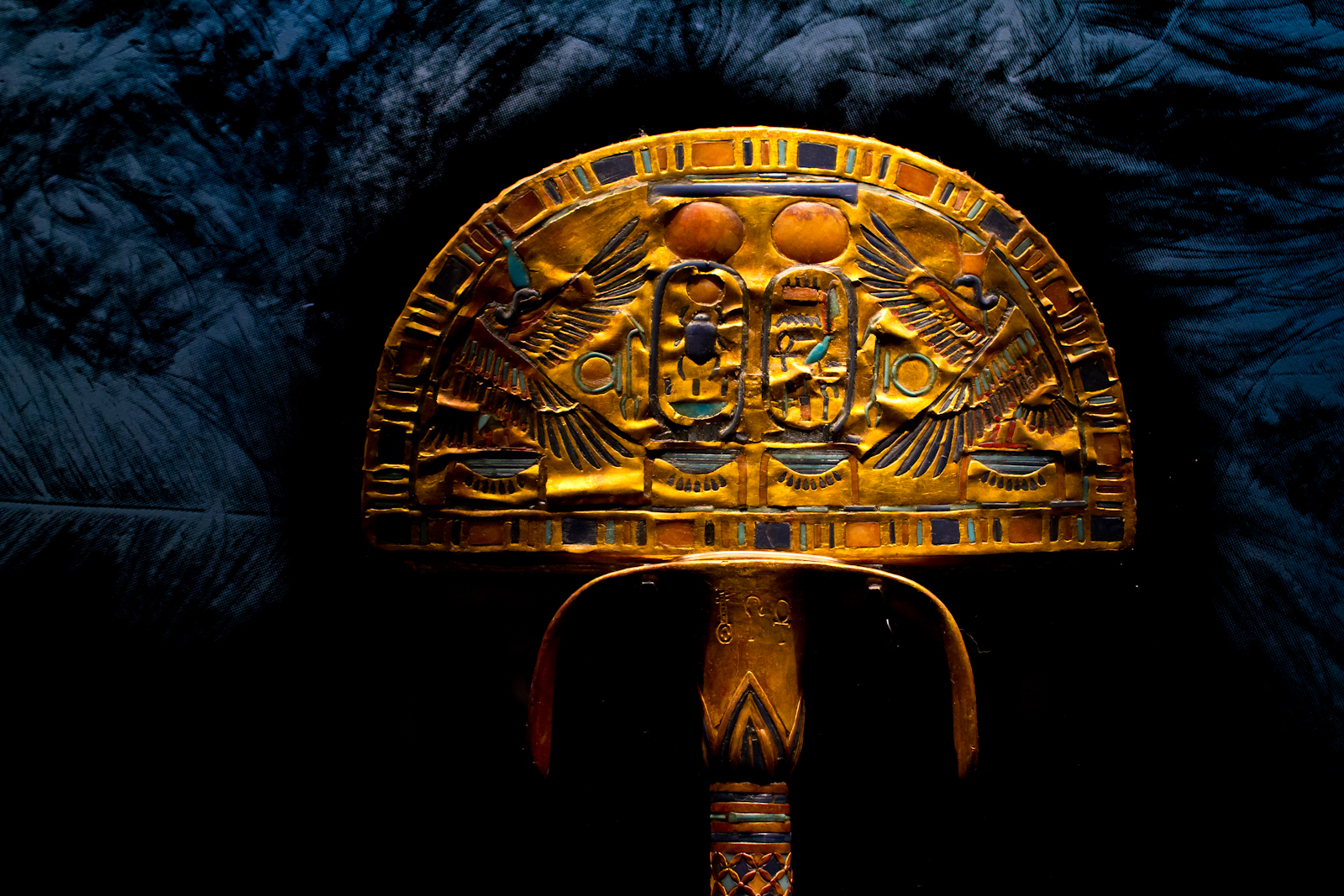
ツタンカーメンの墓で発見された金箔張りの扇の土台。土台に鳥の羽を取り付け使用したと考えられる。

### 起源

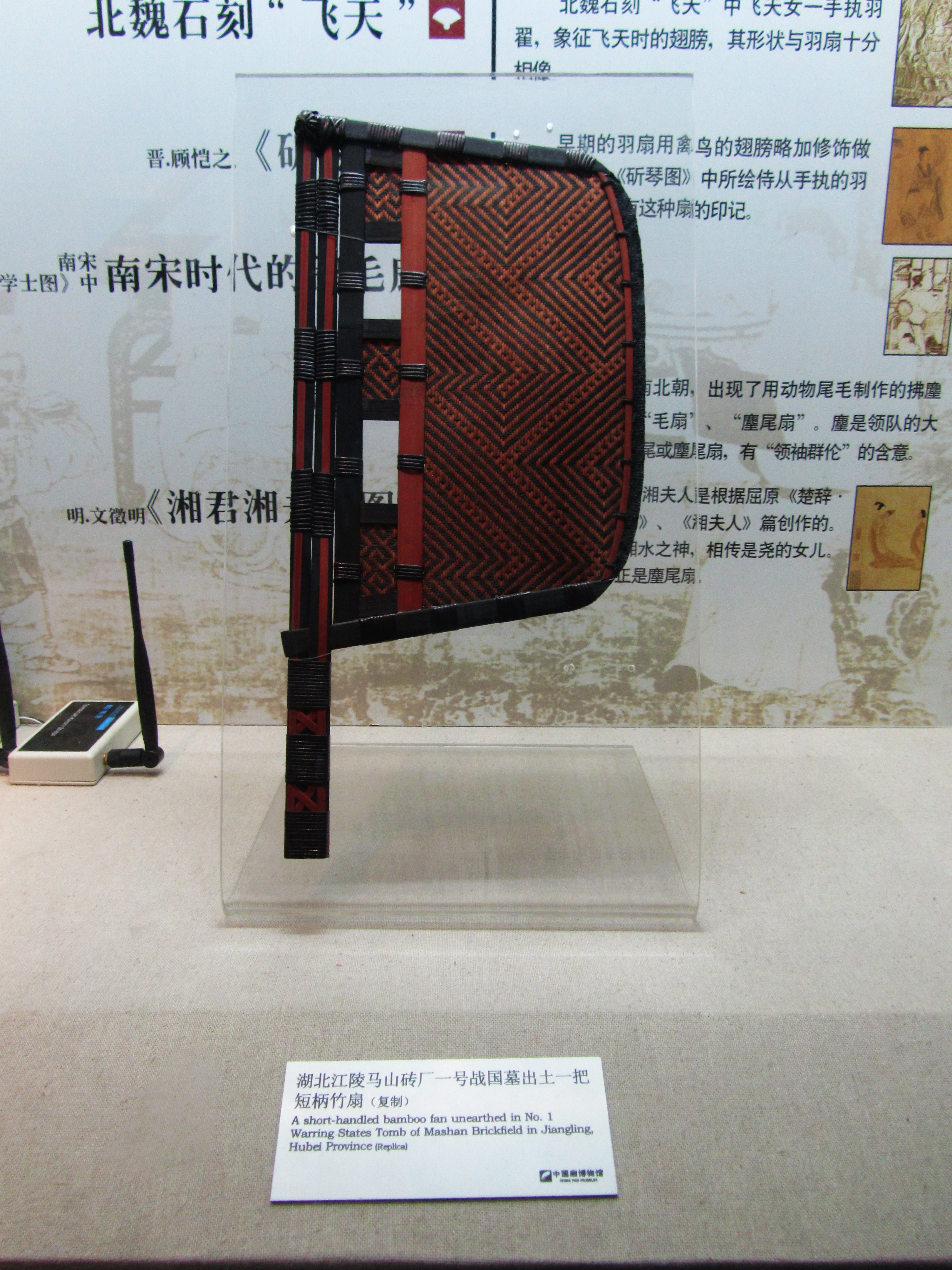
中国の戦国時代の墓から出土した竹扇のレプリカ

「扇」という漢字は本来軽い扉のことを意味し、そこから転じてうちわ（団扇）のことをいうようになった。うちわは紀元前の中国で用いられたという記録がある。また古代エジプトの壁画にも、王の脇に巨大な羽根うちわを掲げた従者が侍っている図があり、日本では利田遺跡（佐賀県）において、うちわの柄が出土した例がある。このようにうちわは文明発祥時から存在する。団扇（うちわ）は中国文明において発明されたと考えられており、隋唐時代に東アジアの各地に伝えられた。日本において「扇」を記載した文献に『万葉集』や『続日本紀』があるが、これらの「扇」は中国式の団扇のことと推定されている。

#### 折り畳み式の扇の起源

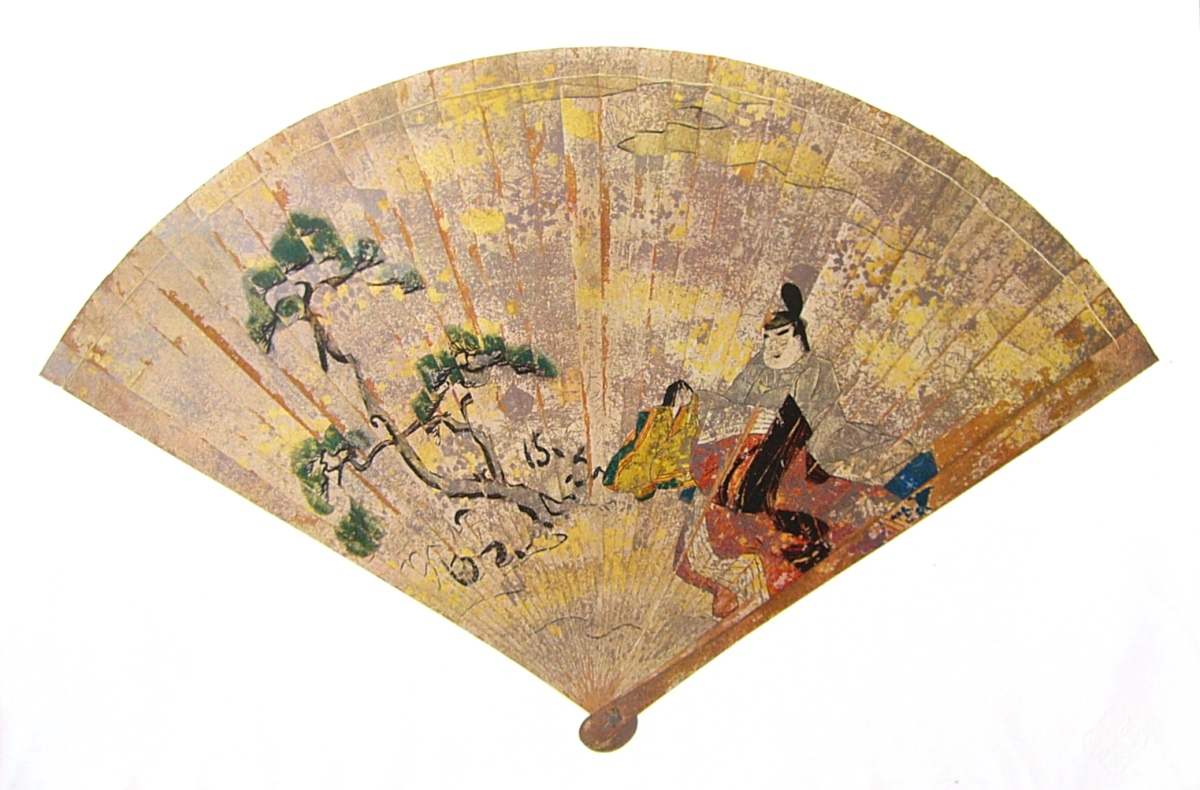
「彩絵檜扇」（さいえひおうぎ）　平安時代後期、厳島神社蔵。扇を形作る檜の薄板全てに胡粉、さらに雲母を塗り、金銀の箔を散らして絵を描く。児童および婦人用の檜扇である。

一方、折り畳み式の扇の起源やどこで最初に発明されたかについて、日本説、高麗説、中国説など長い間議論されてきた。
日本説
日本における折り畳み式の扇子は檜扇と蝙蝠扇に大別される。伝説では神功皇后が蝙蝠（コウモリ）の羽にならったという逸話がある。
遺跡では長屋王邸から出土した最古とされる檜扇が年号を記した木簡とともに出土しており、奈良時代には檜扇が出現していたとされる。また『倭名類聚抄』は扇（和名阿布岐）と団扇（和名宇知波）を区別しており、平安中期には中国式の団扇と折畳式の扇の区別が存在した。
最初に現れた扇は30cmほどの長さに2〜3cm幅の薄い檜の板を重ねて作る檜扇と呼ばれるもので、これは奈良時代の実例が発掘されている。平城京跡から発掘された檜扇の形状、寸法、墨書などから木簡との関連性を指摘し、折畳式の扇は中国の木簡や簡牘をもとに日本で創案されたとする説もある。
中国の文献では『宋史』巻491の「日本伝」や『国朝典故巻之一百三』の「日本国考略」に日本からの特産品として金銀などとともに日本の扇が並べられている。このうち『宋史』巻491の「日本伝」には北宋の端拱元年（988年）、日本の僧奝然の弟子・喜因が中国大陸に渡った際に、檜扇二十枚と蝙蝠扇二枚を献上したという記録がある。また、宋江少虞『皇朝類苑』や蘇轍『楊主簿日本扇』などに日本からもたらされた扇に関する記述がある。
高麗説
中国の辞書『辞海』などがとる説。しかし、北宋の郭若虚『画見見聞志』巻6「高麗国」に「本出于倭国也」という記述があることなどから、日本の扇が高麗に伝わりそれが中国に流入したものという指摘がある。
中国説
開閉のできる「扇」を中国発祥とする話もある。その根拠に『南斉書・劉祥伝』にある「腰扇」の記述や明代の方以智『物理小識』巻8にある「器用・宮扇」の記述があるが、これらの文献の「腰扇」や「器用・宮扇」から折り畳みの扇が存在したと証明するのは妥当でないという指摘がある。
『両山墨談』（嘉靖18年〈1539年〉跋）には「宋元以前、中国未有摺扇之製」（宋、元の時代以前に、中国には「摺扇」〈折りたたみのできる扇〉はなかった）とあり、また『名物六帖』（伊藤東涯編著）は「扇」について、「今所謂団扇也、摺扇称扇、則亦甚晩、始于明之中葉」（今いうところの団扇のことである。「摺扇」を指して「扇」と称することはずいぶん後になってからのことであり、これは明の時代の半ばに始まったことである）としている。

##### 蝙蝠扇
日本では平安時代の中頃までに、5本または6本の細い骨に紙を貼った蝙蝠扇（かはほりあふぎ）が夏の扇として現れる。これが現代に見られる扇の原型であるが、このころの紙貼りの扇は扇面の裏側に骨が露出する形式だった（室町時代以降、扇骨の両面に紙を貼る形式が広まった）。平安時代には扇はあおぐという役割だけでなく、儀礼や贈答、コミュニケーションの道具としても用いられた。具体的には和歌を書いて贈ったり、花を載せて贈ったりしたことが、『源氏物語』など、多くの文学作品や歴史書に記されている。このように扇は涼をとったり、もてあそび物にされたりする一方で、時代が下るにつれ儀礼の道具としても重んじられた。公家や武家また一般庶民の別なく、日常や冠婚葬祭での持ち物の一つとされた。
ほかには、宮中において2組に分かれて扇を持ち合い、その描かれた絵画や材質の優劣を競い合う扇合せという行事が円融天皇の天禄4年（973年）に行われたという記録がある。また近世には毎月一日、天皇が三種の神器が安置されている内侍所へ参拝する時の持ち物として、御月扇と称して月毎に末広の扇が絵所より新調されたが、そのほかに表面に古代中国の賢聖、裏面に金銀砂子に草花を描いた賢聖御末広という末広が献上されることもあった。

### 唐扇の出現
舶来品の折り畳み式の扇（摺扇）は、北宋の時代に中国に流入し、明代になると大量に製作されるようになった。扇は中国文化とりわけ京劇、川劇、崑劇などの伝統劇曲の舞台道具として役割を発揮するようになった。
北宋に伝わった折り畳み式の扇は構造も変化し、扇骨の片面にのみ紙を貼る構造から扇骨の両面に貼る構造に変化した。扇骨の両面に貼る構造に変化した扇は「唐扇」として室町時代に日本に逆輸出され、日本の扇子にもこの形式が広まった。

### 形式の確立
日本では室町時代になり扇子を閉じたときの先端の形状により、末広／中啓、雪洞、鎮折の3つの基本となる形式が確立された。また、唐扇の特徴を取り入れつつ、扇面に日本画を描いた「貢扇」が作られるようになり明との貿易で大量に輸出された。
さらに扇子は能や狂言、茶道に必須の道具となり、江戸時代には庶民にも普及していった。
日本において、中世までの主産地は京都で、江戸時代になると京都の職人が移り住んだ江戸での扇子づくりが盛んになった。職人が多い京都では分業制であるのに対して、江戸扇子は職人が一人で制作する。江戸扇子は京扇子に比べて骨太で、骨の数も多くしっかりしている。
折り幅も広いことが特徴で、京扇子と同じように閉じた時に“パチン”とした音が響く。
また、女性的な京扇子に対して男性的なデザインや形状のものが多いことも特徴。
しかし、今日では色々な種類の扇子が作られており、京扇子と江戸扇子を見分けることは、非常に難しい。
現代において扇子の需要は減少したが、扇面の絵柄を現代的にしたり、骨の長さを左右非対称にしたりした扇子も制作されている。

### 西洋への伝播
東洋の扇は16世紀にヨーロッパに伝わり、17世紀にはヨーロッパで扇が製作されるようになった。当時エキゾチックな文物を盛んに取り入れていたスペインで最初に受容された扇子は「スペインの煽具」の名で各国に伝搬し、貴族の女性の持ち物として、日本や中国のものとは違う独自の様式の扇が作られた。ヨーロッパにおいて扇は女性の持ち物として普及し、18世紀にはフランスなどでロココ様式による優雅なものが数多くつくられた。
日本からも1872年の1年間に80万本が輸出されたという。スペインでは扇が女性の必需品とみなされていた。画家のエドゥアール・マネはスペイン趣味で扇を手にする女性を描いたが、日本の扇のようなものもありジャポニスムの影響とみられる点もある。またベルト・モリゾの作品にも日本の扇や団扇をモチーフに描いたものがある。
ヨーロッパで作られた扇を洋扇という。17世紀のパリには扇を扱う店が150軒を数えるほど、上流階級の女性のコミュニケーションの道具として大流行した。ヨーロッパでは絹やレースを貼った洋扇に発展し、孔雀の羽根を用いた扇子も作られた。18世紀には扇子言葉というボディランゲージが生まれるなど、ヨーロッパの上流階級に根付いていた（参照：en）。
このヨーロッパの形式の扇も日本へ逆輸入され絹扇（きぬせん）が生まれた。

## 種類

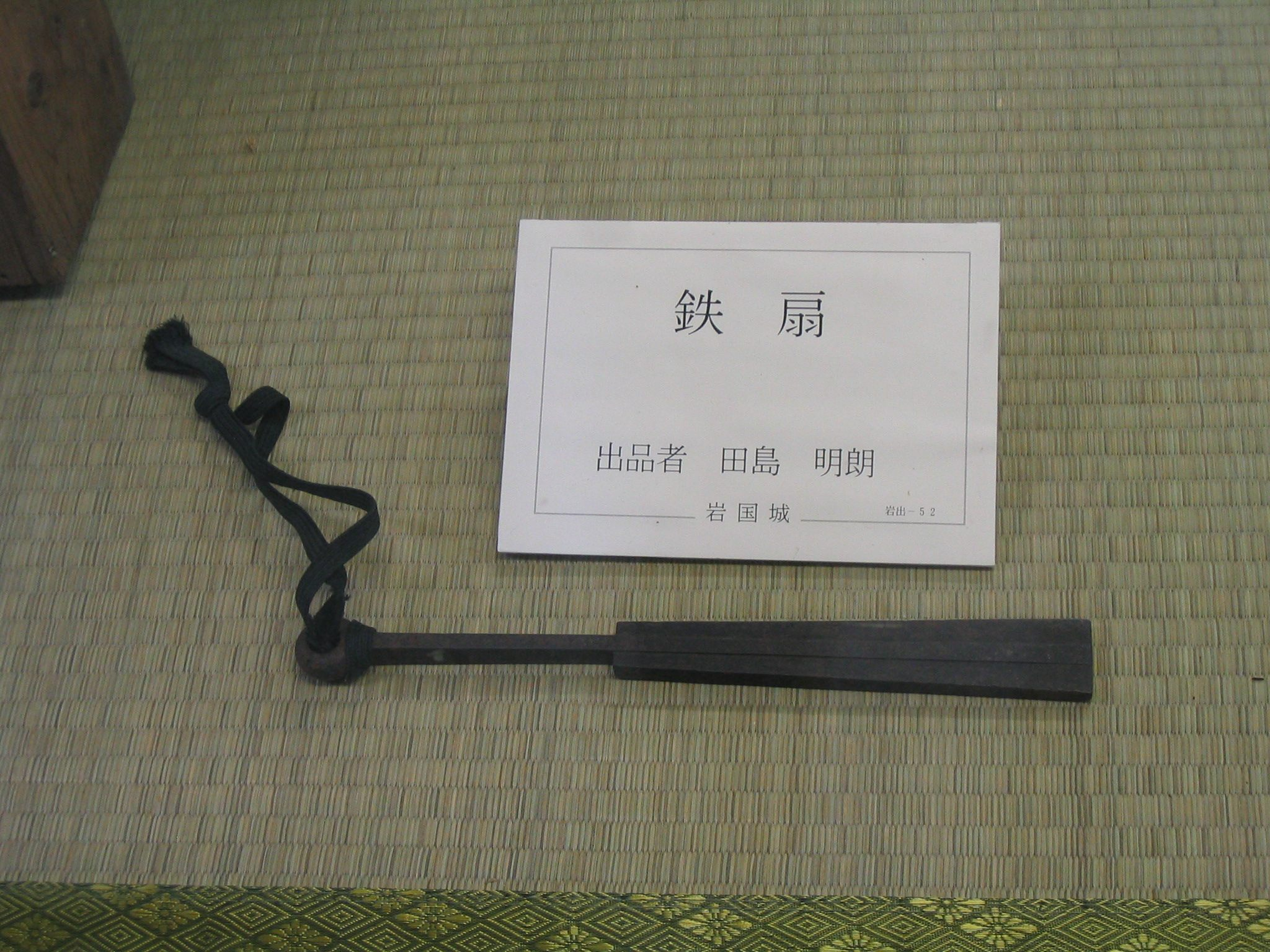
鉄扇

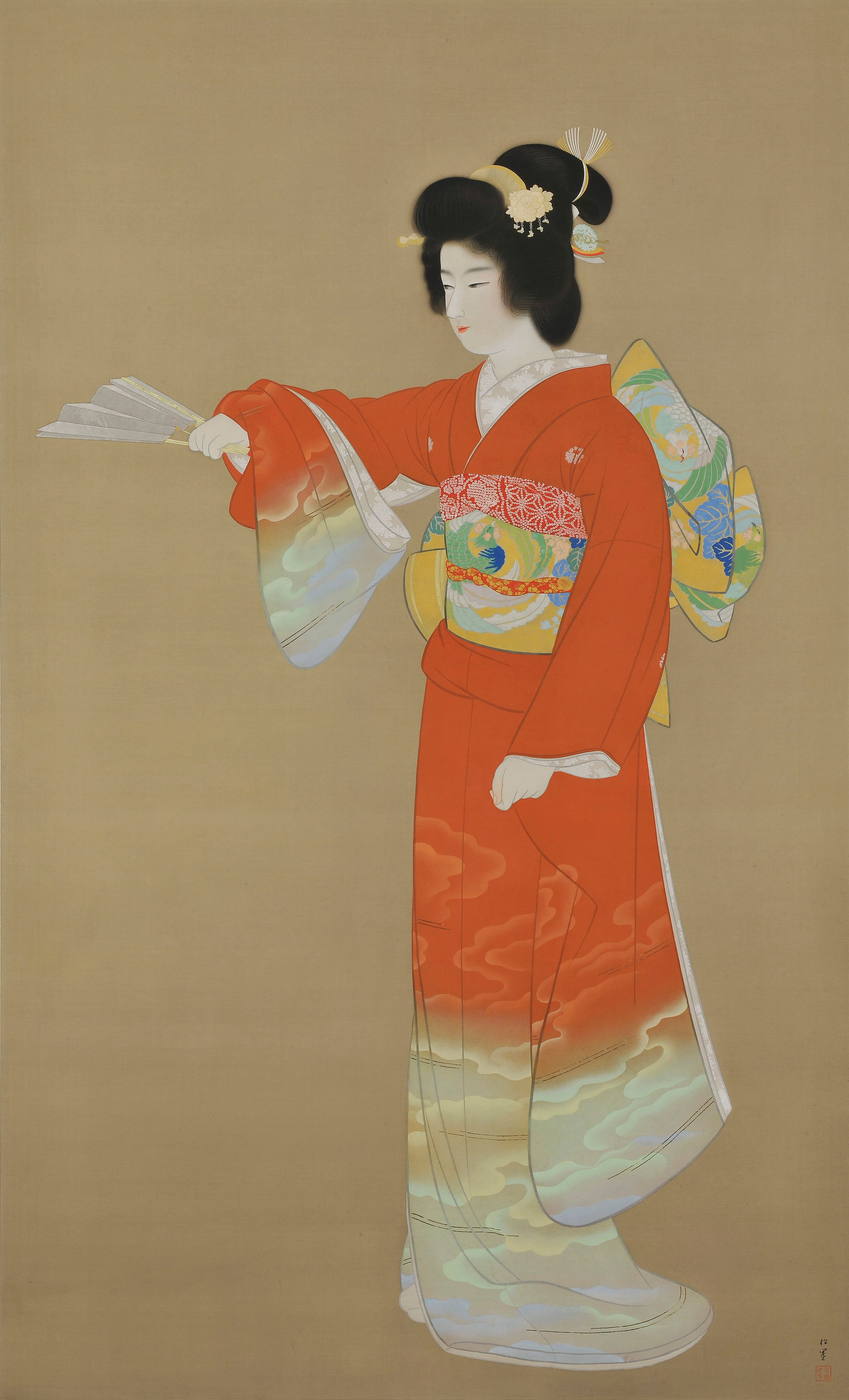
「序の舞」　昭和11年(1936年) 、上村松園筆。手に舞扇を持つ。

冬の扇
檜扇や中啓。主に儀礼用。中啓は能楽をはじめとする諸芸能でも使われる。古くは10本骨の沈折（しずめおり）の扇も広く用いられ、これは夏冬共用の形式だった（「沈折」については中啓の項参照）。
夏の扇
蝙蝠扇。現在一般に市販されている両面貼りの骨の多い扇子も夏の扇である。なお公家の夏の扇は江戸時代に至るも蝙蝠扇と称し、骨が扇の裏面に露出していた。
軍扇
その昔武将が戦場に携えた扇。その形式は時代によっていくらか相違はあるが、だいたいは骨は黒の塗骨、表は赤地に金の丸で日輪をあらわし、裏は紺色の地に銀で月と星（多くは北斗七星）を描くといったものだった。
鉄扇
親骨を鉄製にした扇。鉄の短冊を重ねたもの、また閉じた状態の扇子の形を模しただけで開かない（つまり、扇子の親骨型の鉄塊）鉄扇も存在する。携帯用の護身具、または鍛錬具として用いられる。鍛錬具として用いられるものは、手馴し鉄扇（てならしてっせん）とも呼ばれる。
舞扇
沈折の扇。日本舞踊や歌舞伎で使われる。
祝儀扇
冠婚葬祭に用いられる扇。一般には男性は白扇、女性には金や銀の扇子だが、用途によって格式が細かく定められており、葬儀に用いられるものは「不祝儀扇」（ぶしゅうぎせん）とも呼ばれる黒い扇子である。
羽根扇子
羽で飾った洋扇。日本でこれを用いた例は宝塚歌劇で見ることができる。主に歌劇中の女性貴族の持ち物として用いられ、劇中の華やかさを彩る物となっている。1990年代にはディスコで踊るときに使うのが流行し、ジュリアナ東京でも多く用いられたことからジュリ扇とも呼ばれた。またこの羽根扇子はストリップティーズなどの舞台でも小道具として使われることがある。
飾り扇
部屋に飾り物として置いておく。たいていの場合飾り物としてそれ専用に作られたもの。上に挙げたそれぞれの扇の規格に沿って製作してはいないので、たとえば能楽や日本舞踊などで飾り扇を使うことはできない。飾り扇の中には、扇車、扇子車と呼ばれる開くと完全な円になるものもあり、上棟式などの儀式に用いられる。
ほかには、沖縄では扇面にヤシ科のビロウ（クバ）の葉を使ったクバ扇（クバおーじ）というものがある。

## 用途

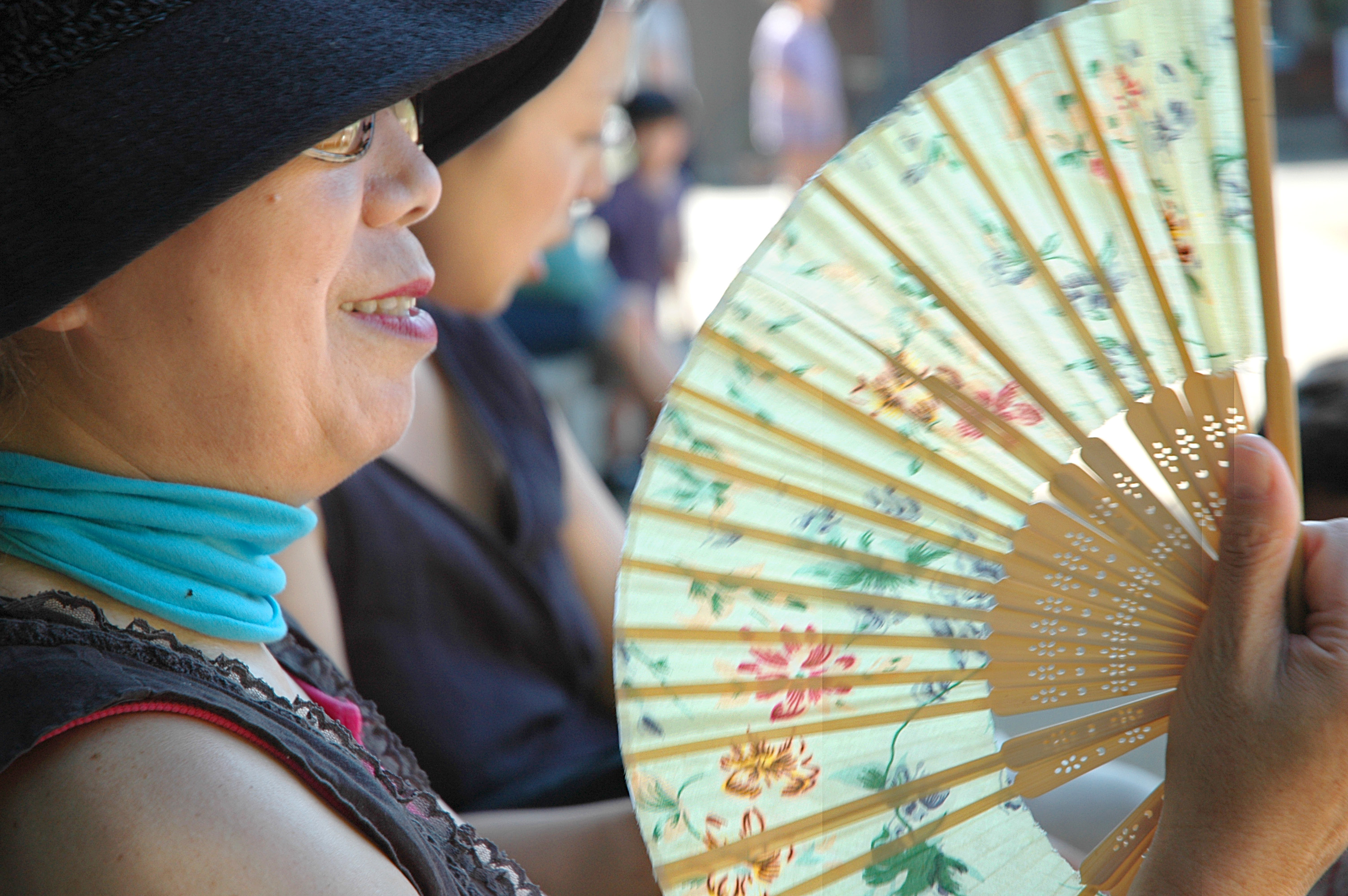
扇子を手にして使う様子。

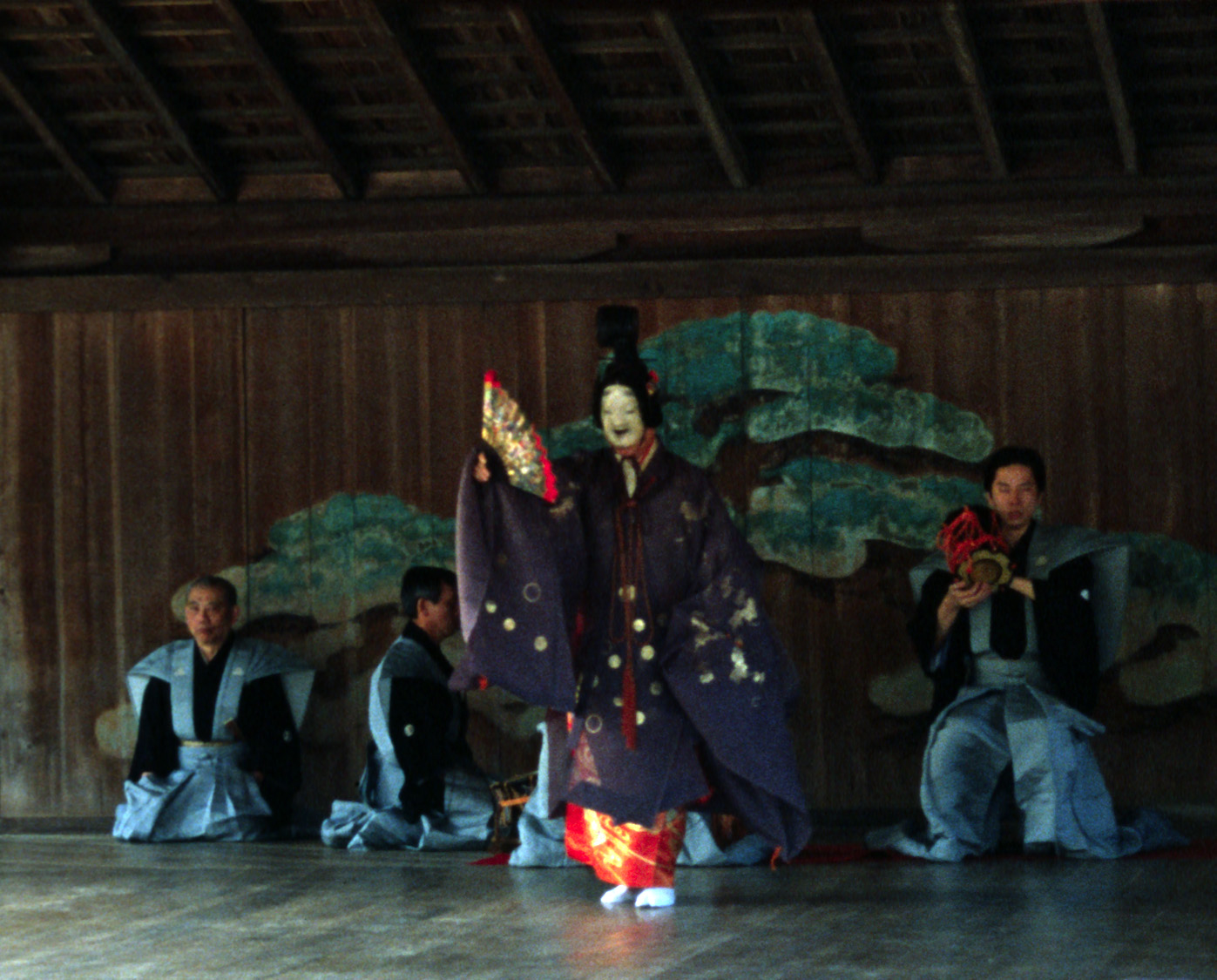
厳島神社の御神能。シテが中啓を持って舞う。

風を送る

扇子の主用途。暑い時に、手元で扇子を開いて自ら風を送ることで涼しさを得る目的で扇ぐ。繊細な構造であるため、強い風を送るのには向いていない。格式を重んじる場では、首・胸より下を静かに扇ぐ。貴人を煽ぐ際は風が直接体に当たらないように留意する。成田山などの寺社で護摩を焚く場合には、点火後、扇子を広げて火を扇ぐ所作が見られる。
口を隠す
礼儀として、笑う時に歯が見えないように口の前を覆う。
贈答
古くは江戸時代の正月に、親しい相手に白扇を贈る習慣があった。またほかに儀礼用として、杉原紙1帖に白扇1本をひと組の贈答品にした。現在は能楽で節目の舞台をする時に、出演者や贔屓の方に配る（被き扇）。落語などでも行われる慣習である。かつては販売促進の物品に使われていたこともあったようだが、うちわにその座を追われた格好である。
この他、平安時代などにおける貴族階級で上位の階級の者が、親しい下位階級の者に下賜する時の贈答品としても用いられた。
芸能・諸芸道における持ち物

能狂言と仕舞で用いられる。曲目や役柄において、またシテ方・ワキ方としてそれぞれがどのような扇を持つべきかは流派で細かく規定がある。囃子方、地謡方においても舞台上で開くことはないが、それぞれの流派で定められた扇を持つ。
日本舞踊においても用いられる。笠や盃など、色々なものに見立てる。（舞扇の項も参照）
歌舞伎の舞台においても扇は必須のものである。特に劇中で「物語」といって以前に起きた事件や出来事を扇を使って物語る場面がある。『熊谷陣屋』の熊谷直実の「物語」が好例。
落語でのうどん・蕎麦などを食べるしぐさをする場面で、畳んだ状態での扇子を箸に見立てて用いる。少し開けて傾け酒を注ぐ銚子を表す。他、場面に応じて、刀や望遠鏡など様々な見立てがなされる。手拭と並んで重要な落語の小道具。噺家の隠語では扇子は風（かぜ）と呼ばれる（ちなみに手拭はマンダラ）。
蹴鞠、茶道、香道においても、実際には開いて煽ぐようなことはないが、それぞれ定められた扇を持つ。
フラメンコでは舞手の小道具としてアバニコ(Abanico)と呼ばれる扇子が用いられる。
中国では、説話、扇子舞、功夫扇に使用される。
呪具
座って挨拶をする時に、胸元から畳んだ状態の扇子を自らの膝前に置き、それを境にするように相手に礼を行う。これは扇子に自他のさかいをつくる結界としての役割をもたせたものである。葬儀の際に喪主に挨拶する場合なども同様に行う。
中世には、公界の場で突発的に起きた異常事態を敢えて見る時、扇の骨の間から覗き見る習俗があった。網野善彦は、扇は一時的な覆面であり、外部からの穢れを払い、内から発する穢れを遮る道具となり得たと推論している。
遊び道具
古くから扇子を使った遊びがいくつも行われていた。中世には投扇興（とうせんきょう）と呼ばれる、扇子を的に向かって投げ、的を落とす遊びに用いられた。技の名前に『源氏物語』の帖名や百人一首などが用いられる。江戸時代のお座敷遊びでは、水を張った茶碗に渡した割り箸を扇子で叩き折り、水をこぼさなければ勝ちとする「腕さだめ」や、3本の扇子を組んで円錐状に立てたあとにバランスを崩して倒し、煙管（キセル）で持ち上げて再度立てる「三本扇」などが行われていた。
弓矢の的
かつては、日の丸の扇子（白地に赤い丸が描かれている）を開いて、弓の的にした事例がある。治承・寿永の乱（源平合戦）で弓の達人といわれた那須与一が、平氏の船の上に掲げられた的である扇の要を射抜いて落とした故事がある。
棋士の思考の際の手すさび
将棋や囲碁の対局時、将棋の棋士や囲碁の棋士が考える際、開閉や回していることがある。これは数十手先の着手を読む際に、開閉の単調なリズムが思考へ好影響をもたらすためである。なお扇子の開け閉めは相手にとって雑音として受け取られる場合もあることから、極力自分の考慮時間中に行うことが相手に対する礼節とされている。感想戦では床を叩くなどしても問題は無い。プロ棋士は信念などを表す故事成語や熟語を扇子に揮毫することがあり、大会に出場した棋士のサイン入り扇子が景品となることもある。揮毫に備えて練習する棋士も多く、日本将棋連盟では書道部が存在する。
張扇
講談師が講談の最中に、調子取りと音を出すために、釈台を叩く。

## 家紋

「五本骨扇」の家紋。

日本の家紋の意匠としても用いられ、摺り畳扇を図案化した扇紋（おうぎもん）と板扇を図案化した檜扇紋（ひおうぎもん）がある。扇紋には「五本骨扇」などの骨の数によって表されるものや、より写実的な図案の「雁木扇」や反り返りの付けられた「反り扇」、また、扇の部位を用いた「扇骨」（おうぎぼね）や「地紙」（じがみ）といったものもある。佐竹氏の「佐竹扇」、島原藩の「島原扇」や浅野氏の「浅野扇」などがあり、高崎藩や三遊亭の紋である「高崎扇」（三つ雁木扇）は小説などにも出てくる。檜扇紋では、「山崎扇」や「秋田扇」などがある。

## 文様や画題
文箱や硯箱、染織の意匠としても用いられた。「扇面源氏蒔絵文庫」には文庫の蓋表から側面にかけて、『源氏物語』の一場面が描かれた扇を2面描いている。扇子や扇子を持った婦人は、日本画の題材としても多く描かれた。

## 符号位置
| 記号 | Unicode | JIS X 0213 | 文字参照            | 名称             |
| ---- | ------- | ---------- | ------------------- | ---------------- |
| 🪭   | U+1FAAD | -          | &#x1FAAD; &#129709; | FOLDING HAND FAN |

## 扇を名称に含む動植物
- ヒオウギガイ - 貝の形が檜扇に似ていることから名付けられた。
- ヒオウギアヤメ（檜扇菖蒲） - 葉が檜扇に似ていることから名付けられた。
- オウギバショウ - 葉の付き方が扇に似ていることから名付けられた。

## 扇子の登場する作品
- 末広がり (狂言) - 傘を「末広」（中啓）と称して売りつける「すっぱ」（詐欺師）が登場する。
- 天稚彦草子 - 鬼から隠れるために、長者の末娘が姿を変えられて扇子になる。

## ギャラリー

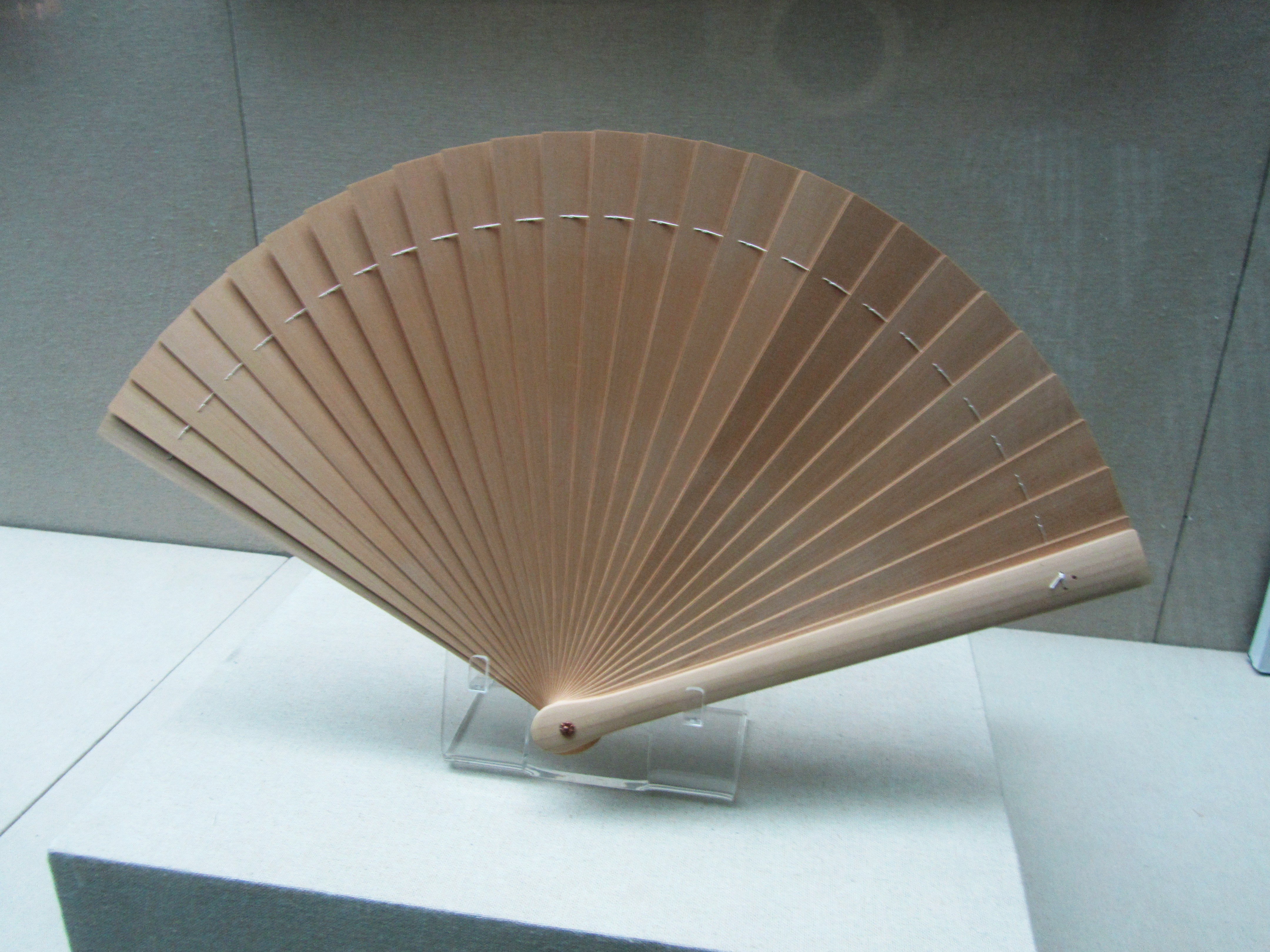
男子用の檜扇。彩色などせず白木のままとし、白糸で上端を緘じて扇を形作る。
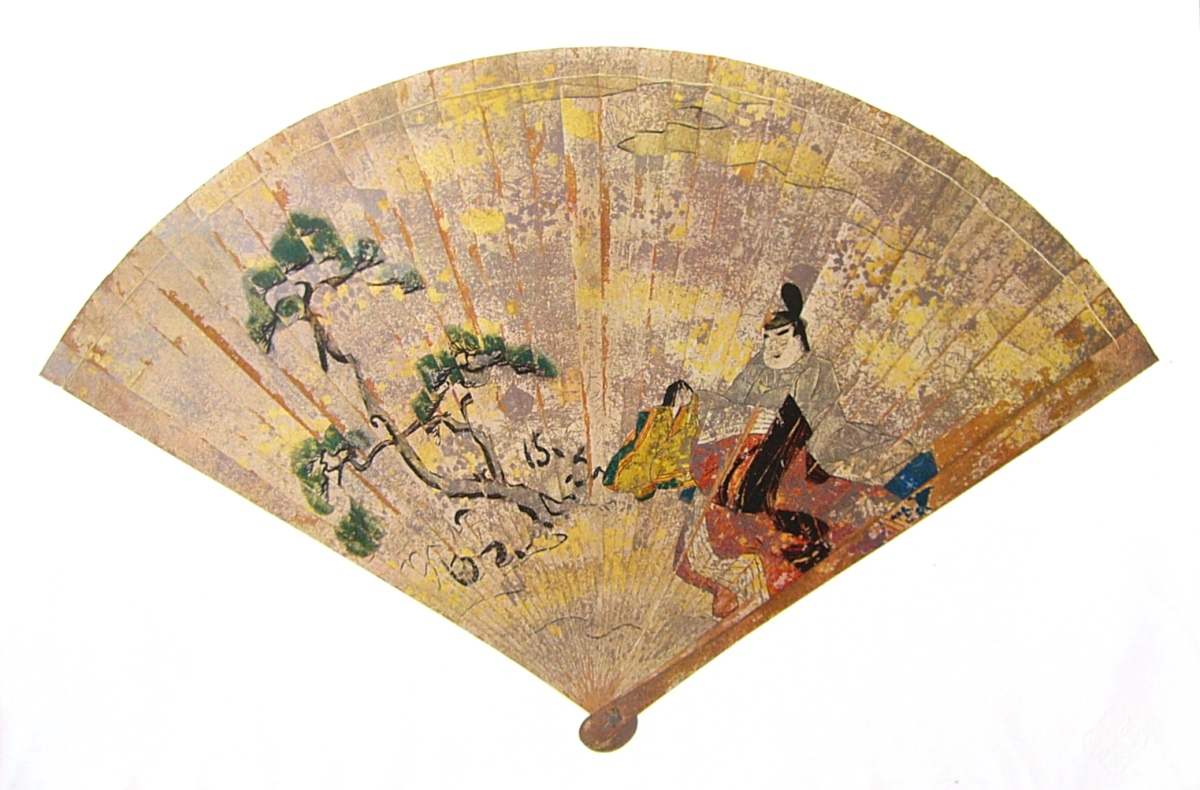
彩絵檜扇。平安時代、厳島神社。女子・児童用の形式。
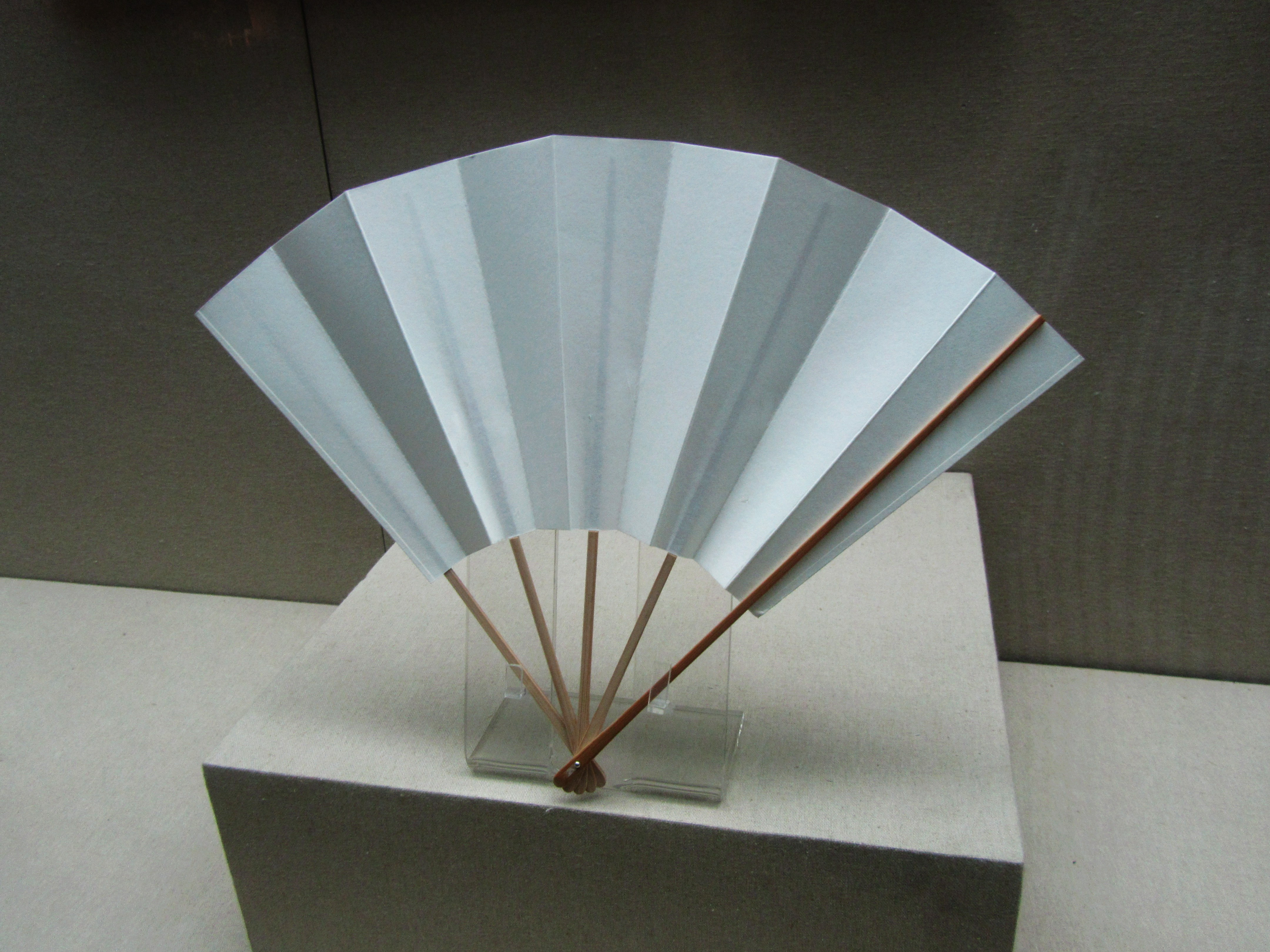
蝙蝠扇。平安時代頃の五本骨の形式を模したもの。
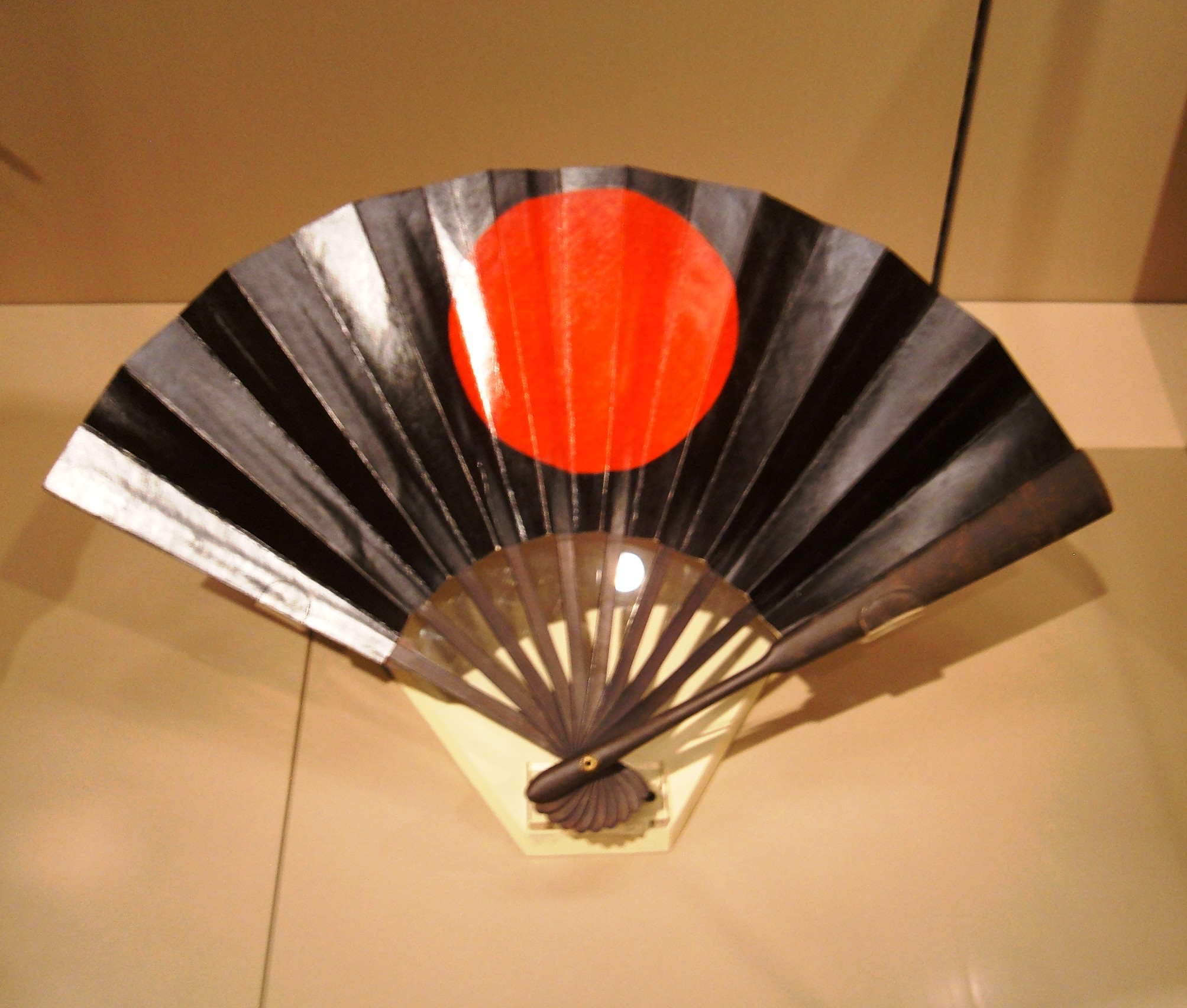
軍扇。
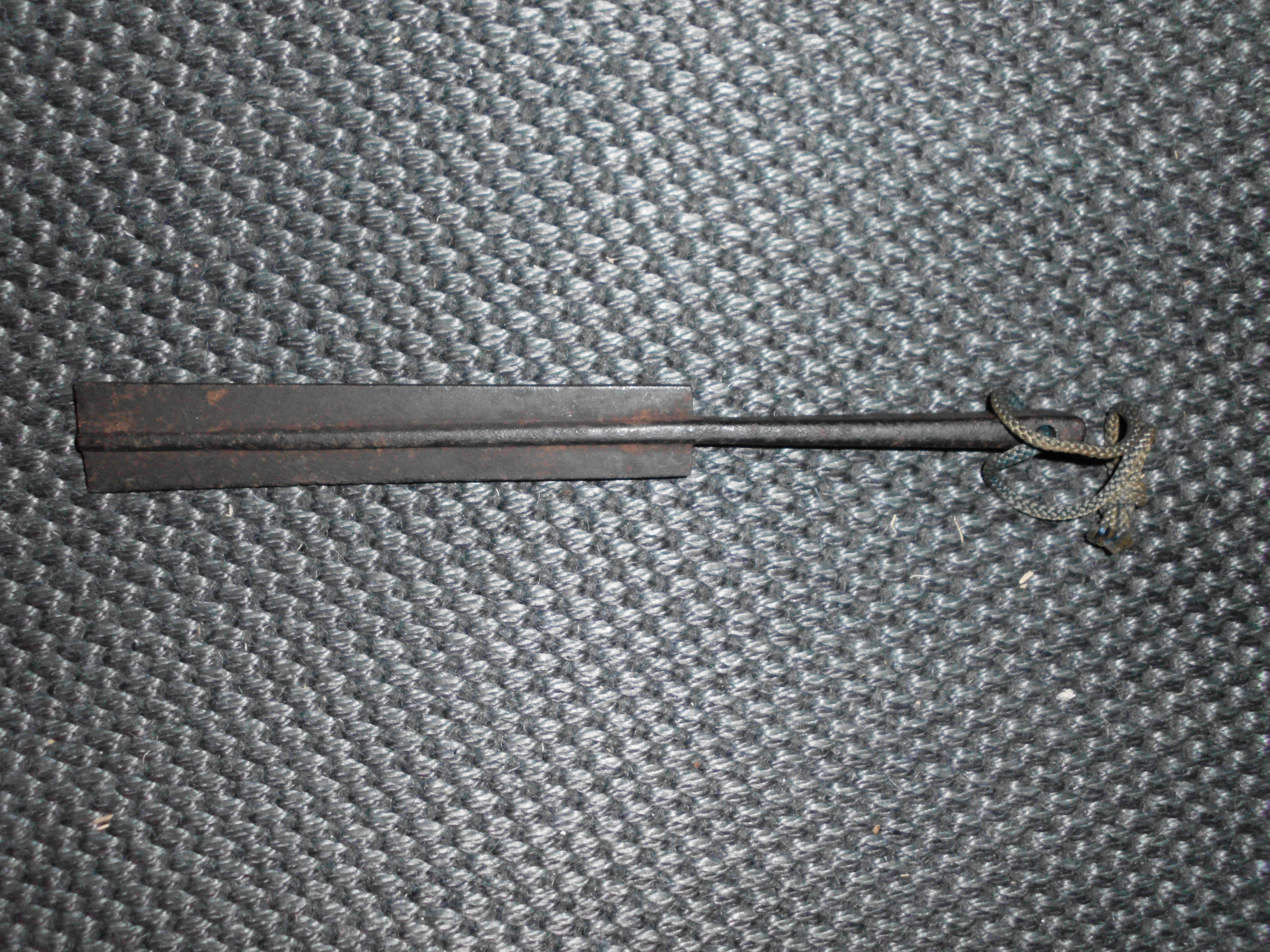
鉄扇。開かないタイプのもの。
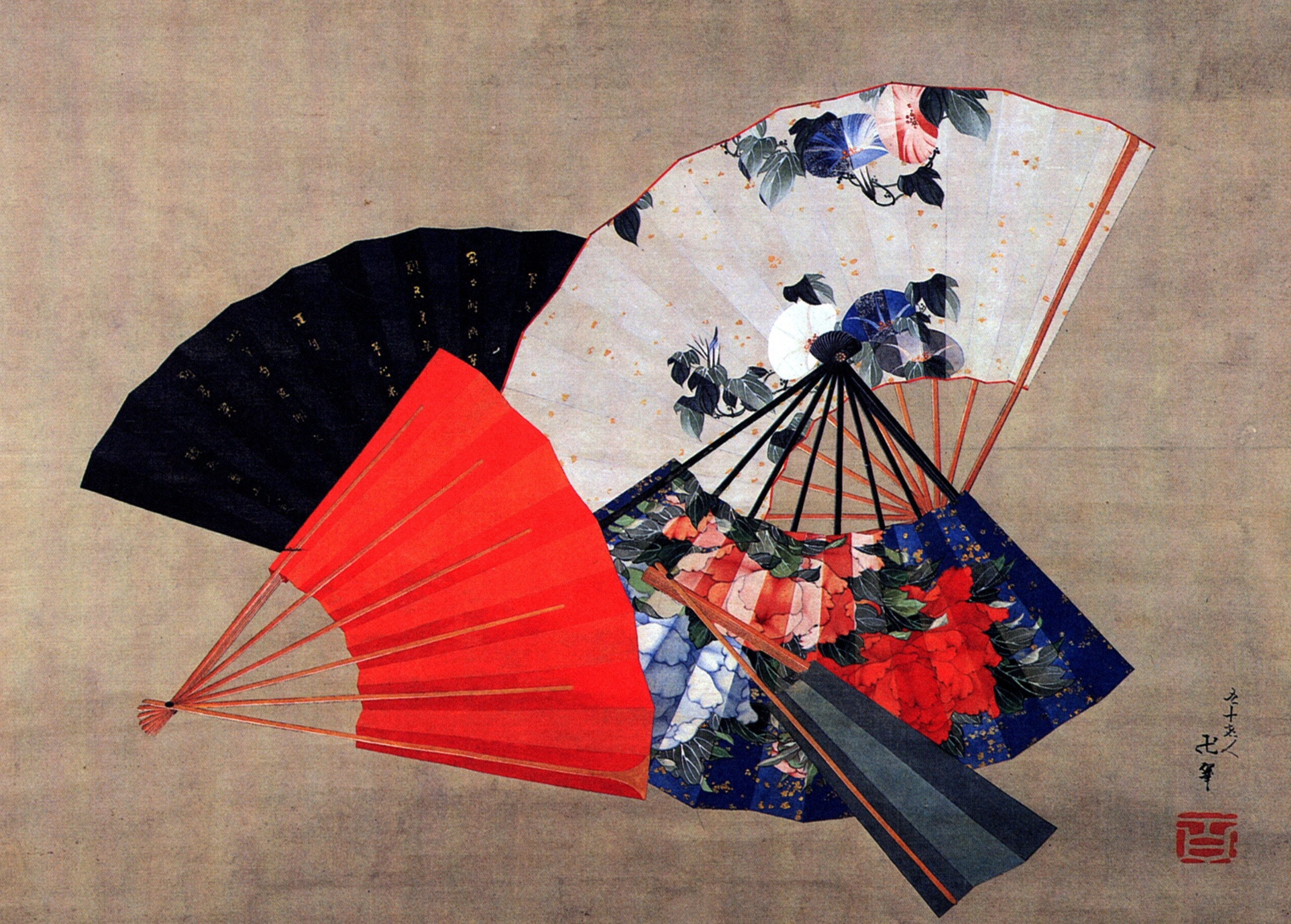
葛飾北斎の描いた扇。東京国立博物館所蔵。
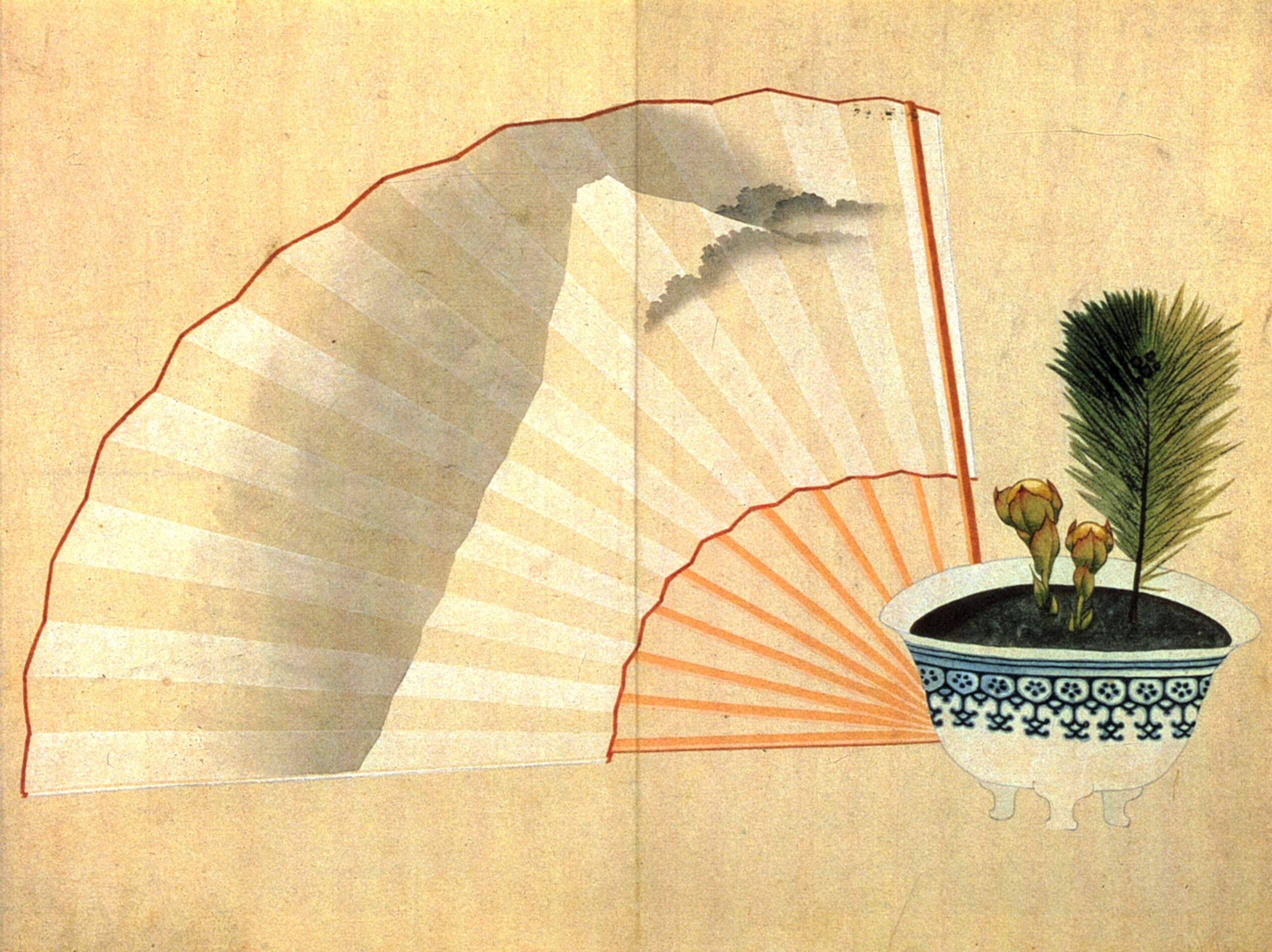
葛飾北斎『肉筆画帖』第一図。北斎館所蔵。
JR熊谷駅北口にある熊谷之次郎直實像（北村西望作ブロンズ製）。扇を掲げている。
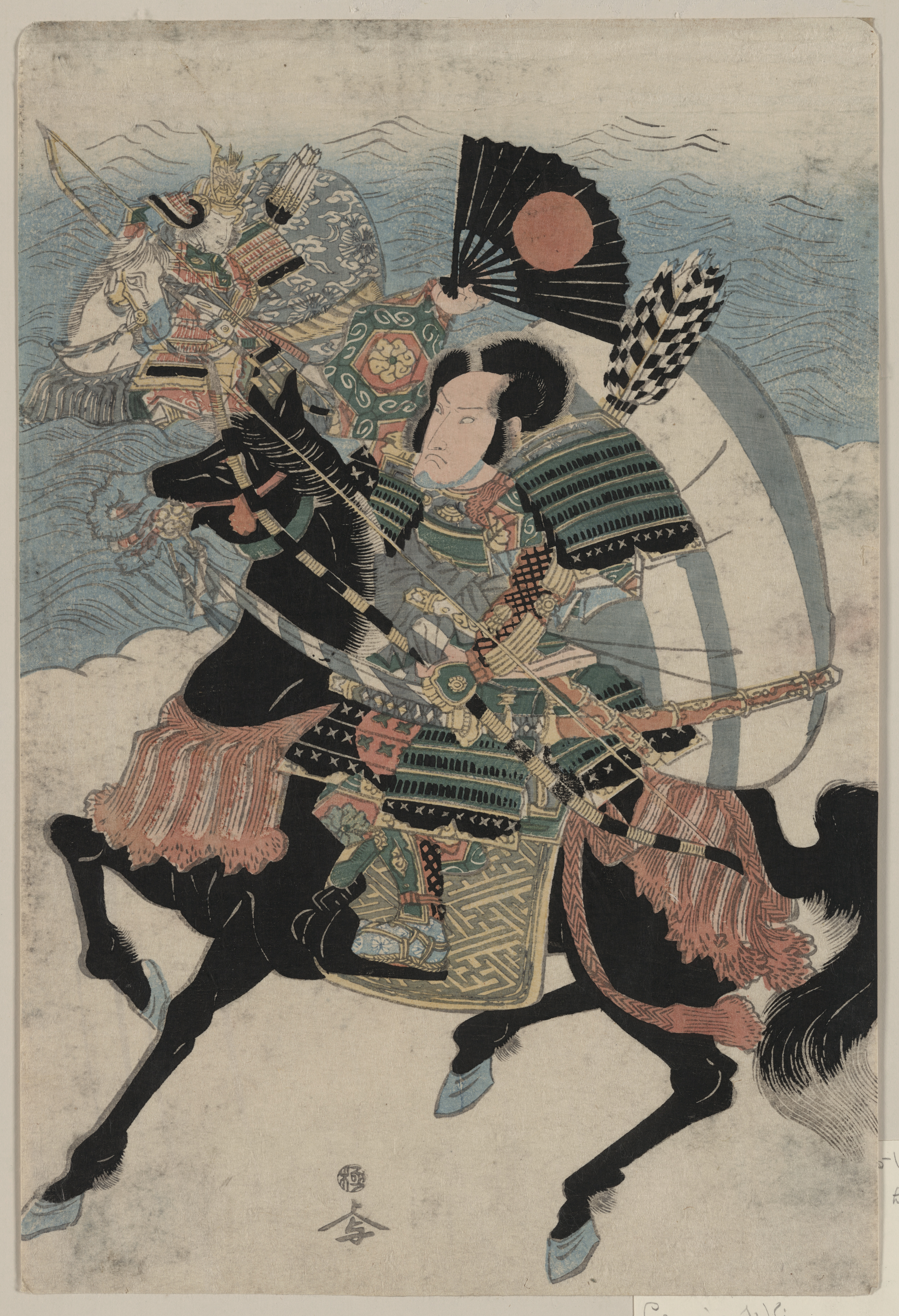
軍扇を持つ熊谷直実。
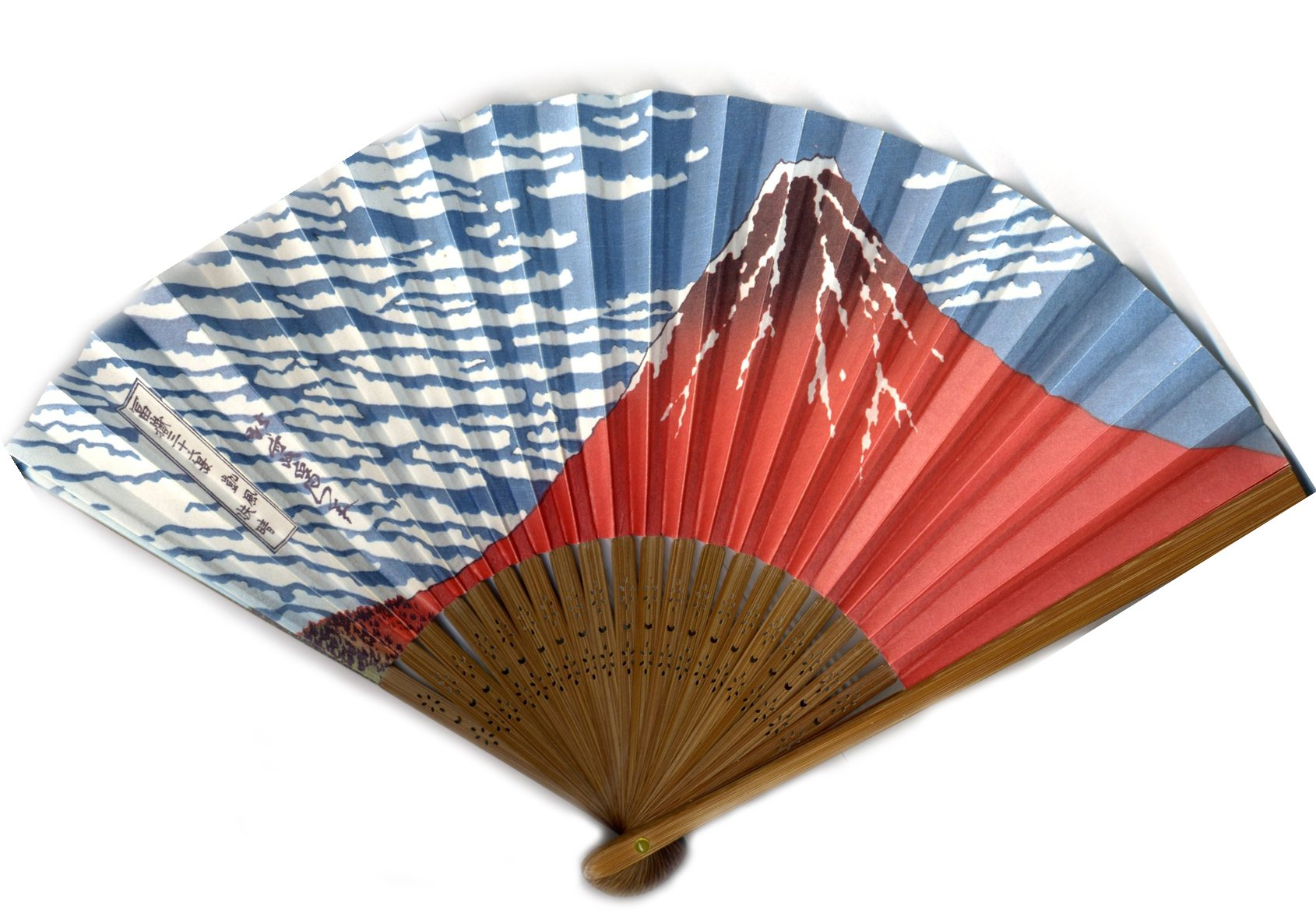
赤富士の扇子。
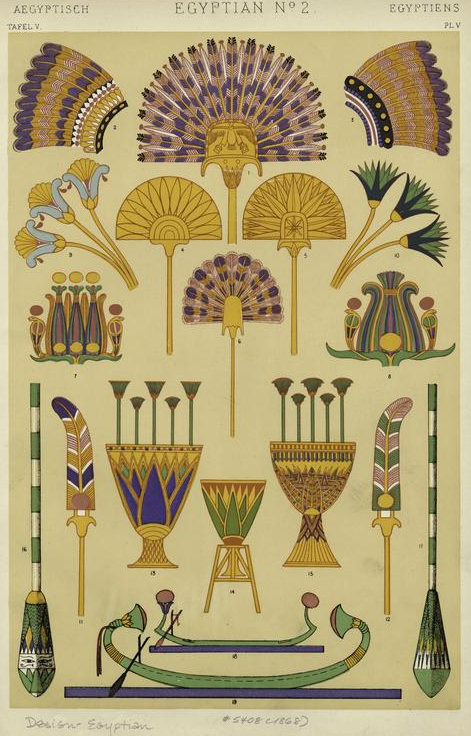
古代エジプトの扇、船を漕ぐオール
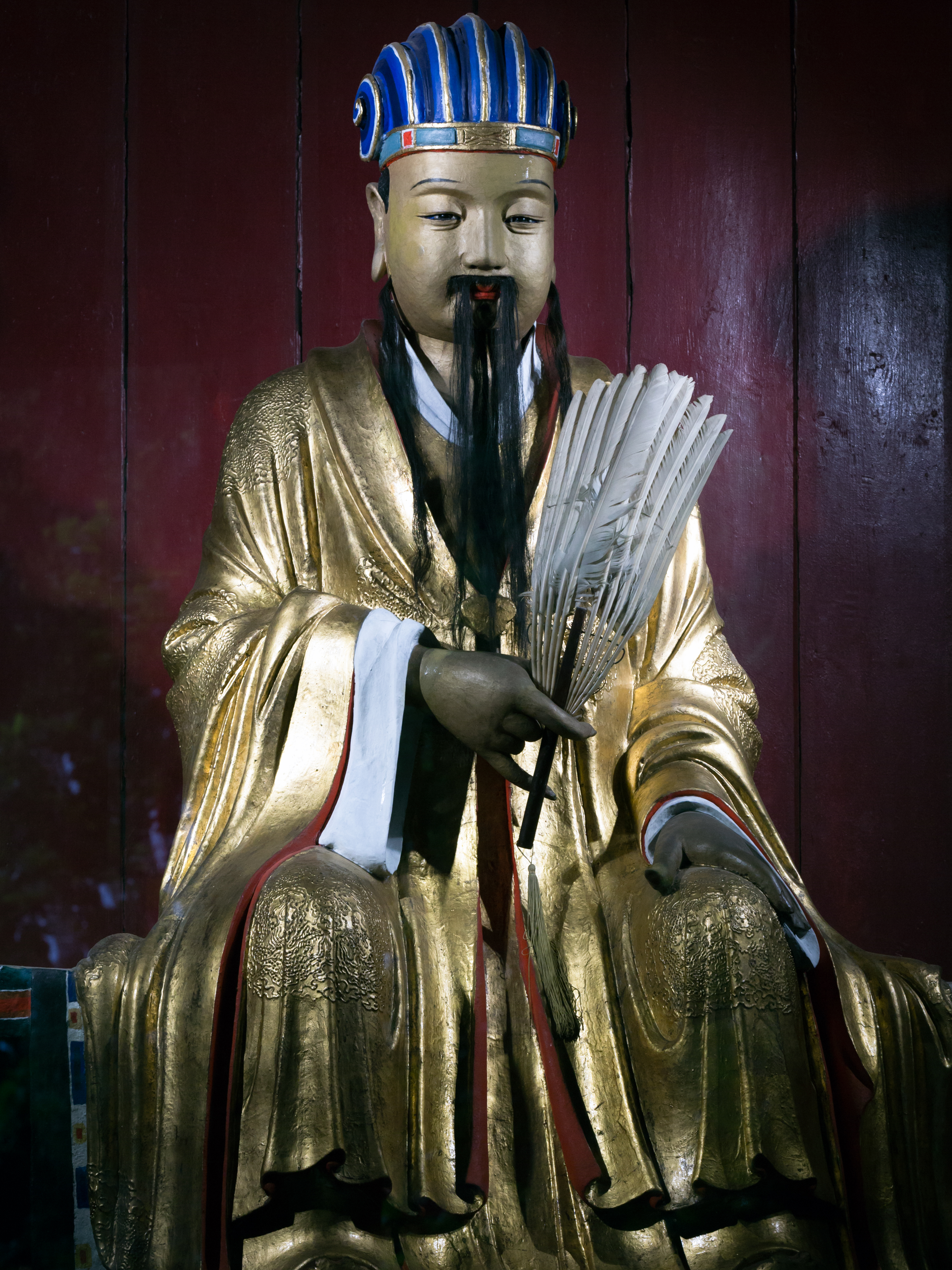
羽扇を持つ諸葛亮の像
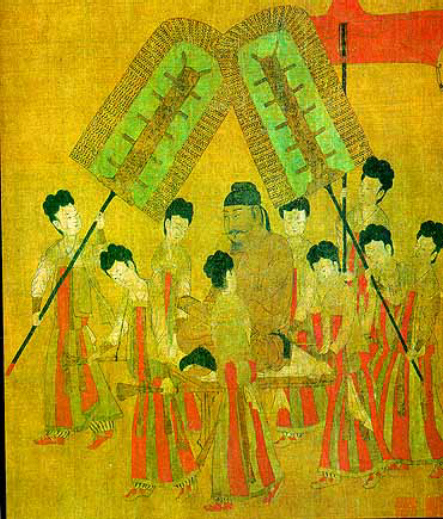
640年に書かれた『步辇图（中国語版）』